# Lac Nilgaut
Le lac Nilgaut est un plan d'eau situé dans le territoire non-organisé de Lac-Nilgaut, à 120 km au nord de Fort-Coulonge, Pontiac, Québec, Canada.
Le lac se situe à l'ouest de la rivière Coulonge et se décharge, par un ruisseau portant le même nom et d'une longueur de 6 km dans la rivière Noire.

## Toponymie
D'origine hindi, le terme nilgaut désigne l'antilope d'Asie à cornes courtes, la plus grande de taille en Inde. On ignore pourquoi on a attribué au lac ce nom en 1935, remplaçant alors Lac à l'Orignal.Le toponyme a servi par la suite à désigner le territoire non organisé environnant, Lac-Nilgaut.

## Géographie
Le lac Nilgaut a une longueur de 9 km et une largeur de quelques kilomètres. Il est à une altitude de près de 300 m et est situé à 75 km au nord de l'Île aux Allumettes. Il se déverse dans le ruisseau Nilgaut, qui rejoint la rivière Noire après 6 km.